# Masahiro Fukuda
Masahiro Fukuda (Prefectura de Kanagawa, Japó, 27 de desembre de 1966) és un exfutbolista japonès. Va disputar 45 partits amb la selecció japonesa.